# Jesús, verbo no sustantivo
Jesús, verbo no sustantivo è il secondo album in studio del cantautore guatemalteco Ricardo Arjona, pubblicato nel 1988.

## Tracce
1. Jesús, verbo no sustantivo – 6:48
2. Hermanos del tiempo – 3:55
3. Porque es tan cruel el amor – 4:21
4. Uno + uno = uno – 4:10
5. S.O.S. Rescátame – 4:39
6. Guerrero a su guerra – 3:48
7. Tú mi amor – 3:29
8. Fuego de juventud – 3:08
9. Como hacer a un lado el pasado – 3:05
10. Creo que se trata de amor – 2:47